# 11 septembre, récit du 11e jour
11 septembre, récit du 11e jourè è il primo album solista di Médine, pubblicato il 10 maggio 2004 da Din Records. È composto da 12 tracce. Nel libretto del CD, 11 persone anonime o conosciute (tra cui Abd Al Malik, Christophe de Ponfilly, Wallen, Tariq Abdul-Wahad, Ambre Foulquier, ecc.) parlano del tema degli attentati dell'11 settembre 2001.

## Presentazione
A partite da questo primo album ha inizio lo storytelling della saga Enfant du destin.
La prima parte dell'Enfant du destin (Sou-Han), racconta la storia, durante la guerra in Vietnam, di una ragazzina vietnamita il cui padre è morto in combattimento, ucciso da un soldato americano che posava mine e che, successivamente, per vendetta, fa esplodere una bomba in un bar americano.
La seconda parte Enfant du destin (David) racconta la storia del giovane israeliano David, i cui genitori, soldati del Tsahal, si stanno preparando per andare al fronte. Meno convinto dei suoi genitori, vuole condividere con loro la sua opinione su questa guerra, sarà vittima di un attentato prima di aver potuto condividere con loro le sue impressioni su questo conflitto.

## Tracce
1. Ground Zero – 4:28
2. À l'encre de Médine – 4:36
3. L'école de la vie – 3:59
4. Enfant du destin (Sou Han) – 3:15
5. Guantanamo – 3:44
6. Ni violeurs ni terroristes (feat. Aboubakr) – 3:37
7. La tess – 2:43
8. Enfant du destin (David) – 3:32
9. Ligne 11 (feat. La Boussole) – 5:30
10. Salaam (feat. Ibrah (Brav)) – 4:06
11. 1 Minute de... – 3:03
12. 11 septembre – 9:17

Durata totale: 51:50